# Dialux
DIALux er et proprietært, gratis lysberegningsprogram, udviklet af det tyske firma DIAL GmbH.
Det bruges primært af lysdesignere, rådgivere, arkitekter, belysningsteknikere og elektrikere. Det kan anvendes til at beregne indendørs og udendørs belysning.
Indendørs giver det mulighed for at beregne belysningsniveauet i et givet lokale, og derved om det opfylder kravene i DS-700. Indendørs arbejdspladser DS EN 12193, Sportsbelysning DS/EN 1838, Nødbelysning DS-705, Kunstig belysning i tandlægekliniker.
Udendørs giver det mulighed for at beregne lyset til udendørsarbejdspladser, sportspladser, veje, stier, pladser osv., og opfylde DS EN 12464-2-2007, lys ved udendørsarbejdspladser DS EN 12193 og Lys og belysning- Sportsbelysning og De danske vejregler.
Programmet er jævnligt blevet opdateret med nye funktioner som:
- Import/eksport af AutoCAD tegninger
- 3D visualisering med POW ray
- Vej-guide med danske vejregler
- Dagslys simulering
- Påtrængende lysberegninger

Seneste version (17. jun 2025) er Dialux evo 13.1 Patch 2 (5.13.1.2).
Programmet findes på både dansk, svensk, tysk, engelsk og mange andre sprog, og kan frit hentes på firmaets hjemmeside.
En undersøgelse fra Linköpings Universitet om brugen af lyssimuleringsværktøjer i Sverige viste, at over 70 % af respondenterne identificerede DIALux som deres primære værktøj til lyssimuleringer.
- Energivurdering og besparelse ved hjælp af dagslys
- Belysningsplanlægning ved hjælp af eksemplet med klasseværelser
- Konstruktion i DIALux evo ved hjælp af DWG-planer
- Udendørs scene i DIALux evo
- Visualisering af dagslys med DIALux Evo
- DIALux-simulering af forelæsningslokalet på Sankt Andreasberg Observatoriet.
- Planlægning af hele etager og bygninger med DIALux Evo. Visualisering med den integrerede ray tracer.

## Eksterne links
- DIALux hent

- DIALux (engelsk) Arkiveret 29. oktober 2020 hos  Wayback Machine

- Aktivt DIALux-fællesskab (engelsk med oversættelsesfunktion)

| Software | Spire Denne artikel om software og programmering er en spire som bør udbygges. Du er velkommen til at hjælpe Wikipedia ved at udvide den. |